# Władysław Hasior

Władysław Hasior (nace el 14 de mayo de 1928 en Nowy Sącz; fallece el 14 de julio de 1999 en Cracovia) fue un escultor, pintor y escenógrafo polaco.

## Biografía y vida artística
En los años 1947-1952 estudia en el Liceo Estatal de Artes Plásticas de Zakopane, llamado familiarmente "Kenarówka" (la escuela de Kenar).
En los años 1952—1957 cursó estudios en la Academia de Bellas Artes de Varsovia. Es alumno del profesor Marian Wnuk. Finaliza sus estudios en 1957 realizando 14 figuras en cerámica (14 estaciones de la Pasión de Cristo) para la iglesia de Święty Kazimierz en Nowy Sącz.
En 1957 comienza a trabajar como maestro en la "Kenarówka" de Zakopane.
En el año 1959 el gobierno francés le concede una beca. Viaja a Francia e Italia, donde conoce entre otros a Osip Zadkin. La influencia de éste y los contactos con los surrealistas le abren nuevas posibilidades de expresión artística. En la segunda mitad de los años cincuenta Hasior realiza sus primeros "assemblages" que tienen un cierto parecido con los "tótems" exóticos y las máscaras africanas (por ejemplo: "La viuda" y "El hechicero"). Estos "objetos" surrealistas, concebidos con "materiales encontrados o de derribo" le abren un camino artístico que ya no abandonará nunca. La obra de Hasior confundió siempre a los críticos de arte. Nunca supieron en qué "ismos" encasillarla. Encontraban en sus creaciones semejanzas con el pop-art, el dadaísmo, el surrealismo, el "primitivismo" o simbolismo. Y todo eso vinculado con el arte popular y la iconografía religiosa. Él mismo rechazaba cualquier "etiqueta formal". Decía: "Me han considerado como un especialista polaco en el pop-art. Pero no encuentro ninguna satisfacción en eso. Mi arte no deriva del pop-art, sino del arte popular, de los "tótems" mágicos de diferentes culturas, –entre otras, también de la cristiana–, y de ciertas inquietudes, miedos y obsesiones de nuestra época."
A Hasior le inspira el "desecho" cultural. Mientras que el pop-art americano y el de la Europa occidental se inspiraba en el "desecho de la gran ciudad", en el mundo de los anuncios, del cine y los semanales ilustrados, Hasior encontraba su inspiración en las tradiciones de lugares pequeños y aldeas, en los cementerios y ferias de Podhale. Se servía de desechos de la vida cotidiana, cosas sin valor, innecesarias, vulgares y anodinas: cubiertos rotos, migajas de mecanismos, utensilios, juguetes, muñecas, figuritas de yeso y de madera, cochecitos para niños, recipientes de cristal, huesos, pieles. Se servía de maniquíes, "oleografías" kitsch, figuritas de santos de porcelana, flores de papel y plástico, decoraciones mortuorias. Utilizaba tejidos como el damasco, terciopelo, raso, etc; cintas, flecos, escarapelas y abalorios. Conseguía con ello obras sorprendentes, metafóricas y de novísimos significados. Las composiciones de Hasior adquieren dimensiones mágicas, se convierten en objetos de carácter "semi-religioso". Esta tendencia es muy evidente en los "estandartes" elaborados a partir de la segunda mitad de los años sesenta. Tienen una forma semejante a los "estandartes" utilizados durante las procesiones religiosas y algo, también, de las arcaicas banderas que se utilizaban en los combates. Esos monumentales y refinados "estandartes" de abigarrados colores evocan la tradición religiosa e histórica arraigada fuertemente en la conciencia de los polacos. Hasior organizó procesiones-desfiles en Podhale, durante las cuales los bomberos o los campesinos portaban esos símbolos "blasfemos" de culto.
Hasior creó geniales monumentos y esculturas al aire libre. Estaba convencido de que esas composiciones le permitían al artista expresarse plenamente. En esas obras fascina la combinación de los cuatro elementos naturales: tierra, agua, viento y fuego.
En 1966 expone sus obras en la prestigiosa galería de arte Zachęta.
En 1968 expone en la Moderna Musset de Estocolmo.
Hasior levantó -cerca de la localidad de Czorsztyn-, un monumento nunca acabado que dedicará "A los que padecieron en Podhale luchando por el gobierno de las masas", y que es conocido como "Los órganos de hierro". En su idea original ese monumento debía "emitir sonidos". Pensó en instalar pífanos de hierro que emitiesen sonidos al soplar el viento. Desgraciadamente, sus propósitos nunca se llevaron a cabo y durante varios años la escultura corroída por la herrumbre inquietaba a los visitantes. Ahora, recientemente renovada, luce con su esplendor de antaño.
En 1970, junto con Józef Szajna, representa a Polonia en la XXXV Bienal de Venecia.
En algunas ocasiones, Hasior empleó un peculiar método –inventado por él mismo–, para moldear las esculturas. De esas esculturas, una está en Montevideo (Gólgota - 1969), otra en la Louisiana danesa (Pietá ardiente -1972), y en Sodertajle, cerca de Estocolmo (Carro de guerra a pleno sol).
En Koszalin y Szczecin compuso también esculturas semejantes. En los años ochenta el artista se dedicó mayoritariamente a componer "assemblages".
El arte de Hasior no provoca en la actualidad tantas emociones como antaño, ya no suelen calificarlo de herético o blasfemo, pero sin embargo sigue siendo un arte que intriga y seduce. Hasior dejó un legado de más de mil creaciones tanto en Polonia como en el extranjero.
La mayor colección de sus obras se encuentra en el Muzeum Tatrzańskie de Zakopane (cerca de 500 objetos) y en Miejski Ośrodek Sztuki de Gorzów (35 creaciones artísticas).
El 14 de julio de 1999: tras una larga enfermedad, muere en Cracovia completamente olvidado.